# MG 81
MG 81 là một súng máy Đức sử dụng đạn 7,92 mm, được sử dụng trong chiến tranh thế giới thứ II trên của máy bay Luftwaffe (không quân Đức), thay thế MG 15.
MG 81 đã được phát triển bởi Mauser như một dẫn xuất của thành công của họ là súng máy bộ binh MG 34. Phát triển được tập trung để giảm chi phí sản xuất và thời gian và tối ưu hóa để sử dụng trên máy bay. Phát triển năm 1938/1939, nó đã được sản xuất vào năm 1940-1945.
Cặp MG 81Z (Zwilling-twin) được giới thiệu vào năm 1942, cặp hai trong số các loại vũ khí trên một gắn kết, để cung cấp hỏa lực nhiều hơn với tối đa 3200 vòng / phút mà không đòi hỏi nhiều không gian hơn so với một khẩu súng máy tiêu chuẩn.

## Ứng dụng
MG 81Z có thể được tìm thấy nhiều trong Luftwaffe. Một số các ứng dụng nhiều người biết đến, là một cặp MG 81Z được cài trong các đuôi của chiếc Dornier Do 217. Mẫu R19 (R cho Rüstsätze), bộ thiết kế lĩnh vực nhà máy, nó cho phép thí điểm 217 làm để bắn vào những kẻ truy bám. Một ứng dụng khác là "Can tưới nước",là một gắn kết với 3 bộ súng chìa bên ngoài được gắn vào chiếc Junkers Ju 88 và được sử dụng để tiêu diệt mục tiêu trên mặt đất.

## Thông số kỹ thuật
MG 81
- Cân nặng: 6.5 kg
- Chiều dài: 915 mm
- Sơ tốc đạn: 705 m/s (sS ammo), 760, 785 or 790 m/s, tùy loại đạn
- Tỷ lệ bắn: 1400 - 1600 rpm (sS ammo)

MG 81Z
- Cân nặng: 12.9 kg
- Chiều dài: 915 mm
- Sơ tốc đạn: 705 m/s (sS ammo), 760, 785 or 790 m/s, tùy loại đạn
- Tỷ lệ bắn: 2800 - 3200 rpm (sS ammo)

### Hình ảnh
- Image 1 Lưu trữ ngày 17 tháng 7 năm 2011 tại Wayback Machine, Image 2 Lưu trữ ngày 17 tháng 7 năm 2011 tại Wayback Machine, Image 3 Lưu trữ ngày 17 tháng 7 năm 2011 tại Wayback Machine, Image 4 Lưu trữ ngày 17 tháng 7 năm 2011 tại Wayback Machine, Image 5 Lưu trữ ngày 17 tháng 7 năm 2011 tại Wayback Machine, Image 6 Lưu trữ ngày 17 tháng 7 năm 2011 tại Wayback Machine